# Sebo Eltjo Woldringh
Sebo Eltjo Woldringh (Zoutkamp, 1 februari 1866 — Glimmen, 7 juni 1960) was een Nederlands bestuurder en pluimveehouder. Hij was van 1913 tot 1932 burgemeester van Kloosterburen.

## Levensloop
Sebo Eltjo Woldringh werd geboren als zoon van een koopman en voormalig hotelier/kastelein. Begin twintigste eeuw kocht hij de boerderij Onrust in Hornhuizen, een pand dat tegenwoordig een rijksmonument is. Bij de boerderij had Woldringh een eendenkooi van 1.8 hectare groot; nadat hij in 1913 werd aangesteld als burgemeester bleef hij daar nog werkzaam. Tijdens een bezoek van koningin Wilhelmina aan de provincie Groningen bezocht ze in 1919 onder andere de gemeente en het bedrijf van Woldringh. Tussen 1923 en 1925 was hij voorzitter van het waterschap Thomas van Seeratt, en van 1923 tot 1946 bestuurslid en later voorzitter van het waterschap De Westerpolder.

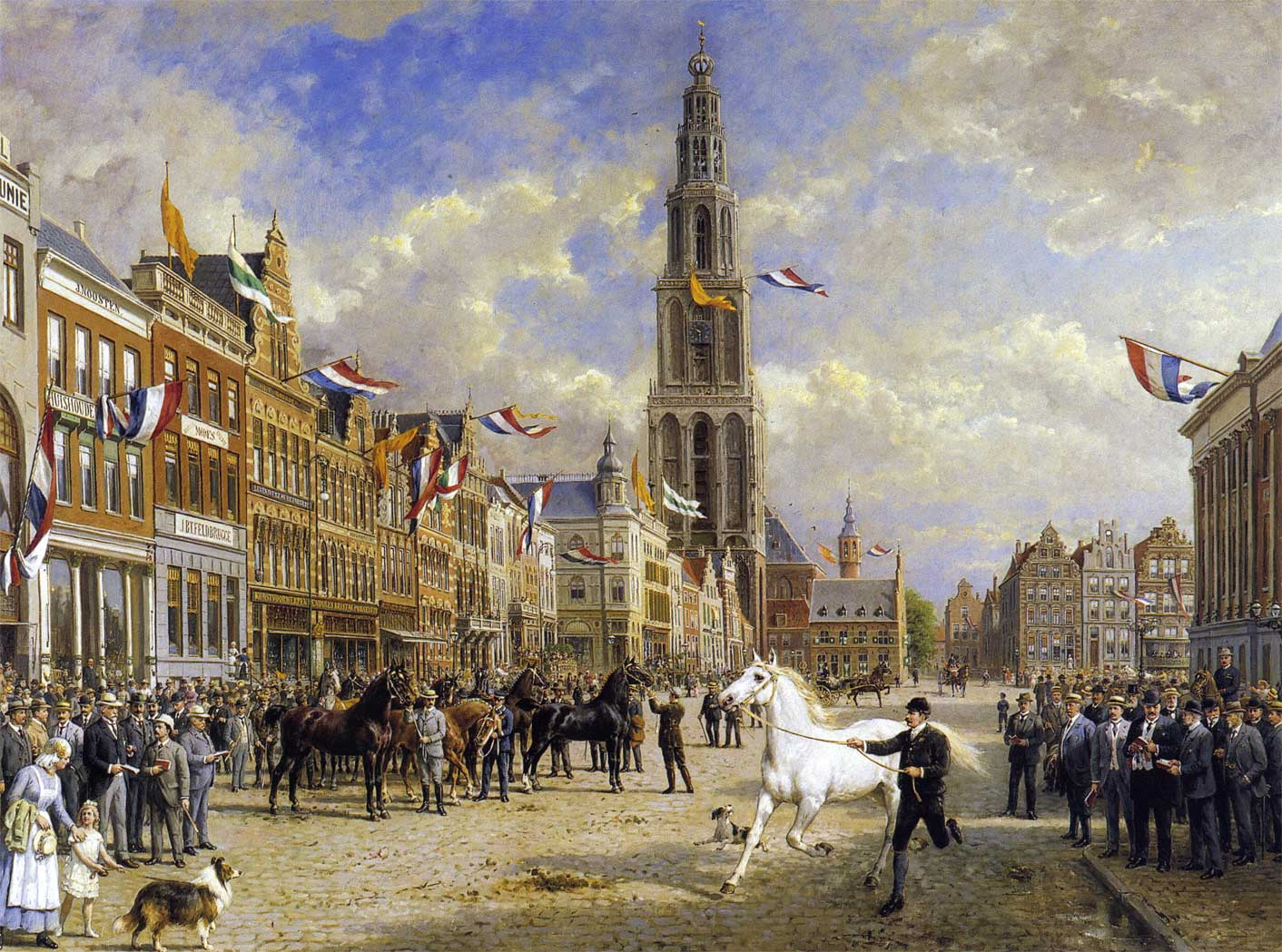
De Paardenkeuring (1920), Otto Eerelman. Woldringh staat op de voorgrond als de negende van links

Woldringh staat weergegeven op het schilderij "De Paardenkeuring" van Otto Eerelman, een schilderij van de jaarlijkse paardenkeuring op de Grote Markt in Groningen. Hij was onder andere bestuurslid en later voorzitter van de Provinciale Vereniging ter bevordering van de paardenfokkerij Groningen. Samen met burgemeester T.E. Welt van was hij betrokken bij de contacten met buitenlandse fokkerijen.
In 1938 werd Woldringh benoemd tot ridder in de orde van Oranje-Nassau. Hij overleed op 94-jarige leeftijd en werd begraven op de algemene begraafplaats van Hornhuizen.